# Zeritis chrysantas
Zeritis chrysantas är en fjärilsart som beskrevs av Henry Trimen 1868. Zeritis chrysantas ingår i släktet Zeritis och familjen juvelvingar. Inga underarter finns listade i Catalogue of Life.